# Unidos do Jardim Primavera
O GRCES Unidos do Jardim Primavera é uma escola de samba da cidade de São Paulo.

## Carnavais
| Ano  | Colocação | Grupo | Enredo | Carnavalesco | Ref.        |
| ---- | --- | --- | --- | --- | ----------- |
| 2019 | 3º Lugar | Vaga Aberta | Um carnaval pra se lambuzar                                                                                            | Cacco Silva | [ 2 ]       |
| 2020 | 4º Lugar | Acesso 3 de Bairros | Brincadeira de criança, ontem, hoje e o que será do amanhã?                                                            | | [ 3 ]       |
| 2021 | Inicialmente adiados para o mês de julho, os desfiles do Carnaval 2021 foram cancelados devido a pandemia de Covid-19. | Inicialmente adiados para o mês de julho, os desfiles do Carnaval 2021 foram cancelados devido a pandemia de Covid-19. | Inicialmente adiados para o mês de julho, os desfiles do Carnaval 2021 foram cancelados devido a pandemia de Covid-19. | Inicialmente adiados para o mês de julho, os desfiles do Carnaval 2021 foram cancelados devido a pandemia de Covid-19. | [ 4 ]       |
| 2022 | 10º Lugar | Acesso 3 de Bairros | Som, cores e sabores, hoje é dia de feira senhores                                                                     | | [ 5 ] [ 6 ] |
| 2023 | 14º Lugar | Acesso 3 de Bairros | Por sete dias vamos começar, o Primavera por este mundo de realidade e fantasia vamos te levar!                        | | [ 7 ]       |